# Groepsrepresentatie
In de representatietheorie, een deelgebied van de groepentheorie, is een groepsrepresentatie van een abstracte groep een manier om de groep voor te stellen als een transformatie van een wiskundig object. Een representatie {\displaystyle \rho } van een groep {\displaystyle G} is een homomorfisme van {\displaystyle G} in de automorfismengroep {\displaystyle \operatorname {Aut} (S)} van een wiskundige structuur {\displaystyle S}. Een lineaire representatie is een homomorfisme in de groep van lineaire transformaties van een vectorruimte. In het bijzonder kunnen lineaire groepsrepresentaties worden gebruikt om groepselementen voor te stellen als matrices, zodat de groepsbewerking kan worden gerepresenteerd als matrixvermenigvuldiging. 
Groepsrepresentaties vormen een belangrijk hulpmiddel omdat daarmee groepstheoretische problemen om te zetten in problemen in de lineaire algebra. In de natuurkunde beschrijven bijvoorbeeld representaties de symmetriegroep van een natuurkundig systeem als oplossingen van vergelijkingen.